# Pahicereus
Pahicereus (lat. Pachycereus), rod kaktusa iz tribusa Pachycereeae, postojbina mu je Meksiko. Postoji šest priznatih vrsta

## Uzgoj
Stupasti, dosta brzo rastući kaktus s vrlo lijepim bodljama. U prirodi ove su biljke granate. Mješavina zemlje uobičajena, kao i zalijevanje, a preko zime traži malo zagrijani staklenik.

## Vrste
1. Pachycereus grandis Rose
2. Pachycereus lepidanthus (Eichlam) Britton & Rose
3. Pachycereus pecten-aboriginum (Engelm. ex S.Watson) Britton & Rose
4. Pachycereus pringlei (S.Watson) Britton & Rose
5. Pachycereus tepamo Gama & S.Arias
6. Pachycereus weberi (J.M.Coult.) Backeb.